# Communistische Partij (Servië)
De Communistische Partij - Josip Broz (Servisch: Комунистичка партија, KP) is een communistische partij in Servië. De partij werd opgericht op 28 november 2010 door de eenwording van de NKPS en de Sociaaldemocraten van Novi Sad. De leider van de partij is Josip Broz Joška, kleinzoon van de voormalige president van Joegoslavië Josip Broz Tito.
De partij kreeg 0,74 procent van de stemmen in de parlementsverkiezingen van 2012.